# Fanatic
Pour plus de détails, voir Fiche technique et Distribution.
Fanatic est un thriller de la Hammer Film Productions réalisé par Silvio Narizzano et sorti en 1965.

## Synopsis
Patricia Carroll est une jeune femme qui est harcelée et terrorisée par son ex belle-mère. Cette dernière l'a prise pour cible car elle estime qu'elle est responsable de la mort de son fils.

## Fiche technique
- Titre : Fanatic
- Titre original : Fanatic
- Réalisation : Silvio Narizzano
- Scénario : Richard Matheson d'après le roman d'Anne Blaisdell
- Photographie : Arthur Ibbetson
- Musique : Wilfred Josephs
- Montage : John Dunsford
- Création des décors : Peter Proud
- Maquillage : Roy Ashton
- Production: Anthony Hinds
- Société de production : Hammer Films
- Société de distribution : Columbia Pictures Corporation
- Pays de production : Royaume-Uni
- Procédé : Couleurs
- Ratio écran : 1.85:1
- Format négatif : 35 mm
- Langue : Anglais
- Genre : Thriller
- Durée : 97 minutes
- Date de sortie 
  - Royaume-Uni : 21 mars 1965
  - États-Unis : 19 mai 1965

## Distribution
- Tallulah Bankhead : Madame Trefoile
- Stefanie Powers : Patricia Carroll
- Peter Vaughan : Harry
- Maurice Kaufmann : Alan Glentower
- Yootha Joyce : Anna
- Donald Sutherland : Joseph
- Gwendolyn Watts : Gloria
- Robert Dorning : Ormsby
- Philip Gilbert : Oscar

## Autour du film
Fanatic est le premier film pour le cinéma réalisé par Silvio Narizzano, qui avait jusque là travaillé à la télévision, d'abord au Canada, puis en Angleterre.  Le film adapte un roman d'Elizabeth Linington publié en 1961 sous le nom de plume d'Anne Blaisdell.  Il est aussi notable pour être le dernier rôle à l'écran de Tallulah Bankhead, dont le film précédent, Scandale à la cour, remontait à 1945.  
Fanatic est le seul film que Narizzano réalisera pour la Hammer, firme spécialisée dans le fantastique et l'horreur.  L'année suivante, il connaitra un gros succès avec un long-métrage d'un genre très différent, la comédie de mœurs Georgy Girl.
Aux États-Unis, le film sera exploité sous le titre Die, die my darling, d'après une des répliques du film prononcée par Bankhead.  En référence au film de Narizzano, le groupe punk américain Misfits lancera en 1984 une chanson intitulé Die, die my darling qui sera reprise par le groupe rock Metallica dans son album Garage Inc..